# Pseudopallene malleolata
Pseudopallene malleolata là một loài nhện biển trong họ Callipallenidae. Loài này thuộc chi Pseudopallene. Pseudopallene malleolata được miêu tả khoa học năm 1879 bởi Sars.